# Gare de Guillerval
Gare de Guillerval vasútállomás Franciaországban, Guillerval településen.

## Vasútvonalak
Az állomást az alábbi vasútvonalak érintik:
- Párizs–Bordeaux-vasútvonal

## Kapcsolódó állomások
A vasútállomáshoz az alábbi állomások vannak a legközelebb:
- Gare de Monnerville (Gare de Bordeaux-Saint-Jean)
- Gare d’Étampes (Paris Gare d’Austerlitz)